# St. Michael (Stenum)
Die römisch-katholische Kapelle St. Michael in Ganderkesee-Stenum, Kehnmoorweg 18, wurde im 20. Jahrhundert gebaut.
Die Halle wird aktuell (2022) als Kapelle genutzt und das Wohnhaus wurde nach 2000 vermietet.
Das Gebäude steht unter Denkmalschutz (siehe auch Liste der Baudenkmale in Ganderkesee).

## Geschichte
Von 1928 bis 1935 stand hier Albrechts´s Kaffeehaus als Pensionat und Waldcafé. 1935 erwarb der Kaufmann Neupert das Anwesen, baute es um zu einem Wohnhaus mit Krüppelwalmdach und mit Laden. Er baute für seine Eisenwarenhandlung die eingeschossige Lagerhalle als verschalten Holzbau mit flachem Satteldach.
Am Ende des Zweiten Weltkrieges siedelten sich viele Flüchtlinge u. a. aus dem katholischen Schlesien in Stenum und Umgebung an. In der Schierbroker Schule konnten sie in der ersten Zeit ihre Gottesdienst feiern.
1950 kaufte die römisch-katholische Kirche das Einfamilienhaus mit den Nebengebäuden und baute die Halle mit erheblicher Eigenhilfe der Gemeindemitglieder zu einer barackenartigen Notkirche um.
Daneben an der Südostecke entstand der zweigeschossige rechteckige hölzerne Turm mit einem schiefergedeckten Dach als Knickpyramide und mit einer Bronzeglocke. Die malerische Ausgestaltung stammt von dem Kirchenmaler Hermann Oetken; Kreuz sowie Tabernakel von Franz Bolze. Die Verglasung ist zum überwiegenden Teil erhalten. Später erhielt die Ostseite eine einfache Loggia auf zwei Backsteinpfeilern.
Die Orgel von 1981 stammt von Lothar Simon (Borgentreich-Muddenhagen) mit Manual (C–g³) und Pedal (C–f¹).
St. Michael wurde nach dem Erzengel Michael benannt und gehört zum Bistum Münster / Dekanat Delmenhorst zur Pfarrei St. Marien Delmenhorst.